# Georg Paul Heyduck

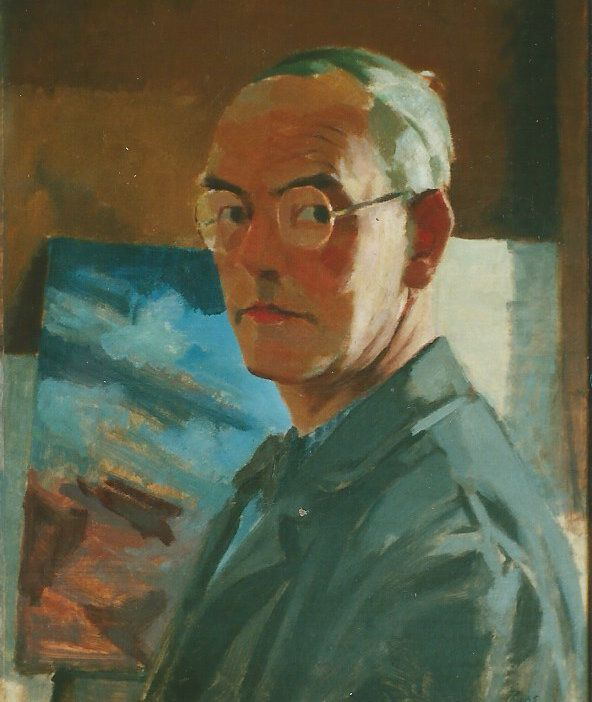
Georg Paul Heyduck – Selbstporträt, 1945

Georg Paul Heyduck (* 4. April 1898 in Gleiwitz, Provinz Schlesien; † 25. Dezember 1962 in Kassel) war ein deutscher Maler des Expressiven Realismus.

## Leben
Georg Paul Heyduck wurde als erstes von sieben Kindern des Handwerkers und Malermeisters Eugen Heyduck in Gleiwitz, Oberschlesien, geboren. Bald nach seiner Geburt verlegte der Vater den Familienwohnsitz in die etwa 25 km südlich gelegene Stadt Rybnik. Dort wuchs er auf, besuchte die Schule und man entdeckte sein Talent. Bereits als Fünfzehnjähriger begann er 1913 ein Studium an der Staatlichen Akademie für Kunst und Kunstgewerbe Breslau. Zu seinen Lehrern gehörte dort Eduard Kaempffer. Mit Beginn des Studiums absolvierte er 1914 zusätzlich ein Sommersemester in der Malklasse von Adolf Münzer an der Kunstakademie Düsseldorf.
Die Einberufung als Soldat im Jahre 1916, der folgende Fronteinsatz und erlittene Verwundungen waren ein erster tiefer Einschnitt in seiner Entwicklung. Ab 1919 bis 1921 konnte er das Studium in Breslau fortsetzen und beenden. Der anschließende zusätzliche Studienaufenthalt in München an der Akademie der bildenden Künste bei Carl von Marr sowie auch Einflüsse von Hermann Groeber und Max Mayrshofer beförderten die weitere künstlerische Reife. Ganz im Bewusstsein von bodenständigen Lebensauffassungen und der Familientraditionen legte er während seiner künstlerischen Ausbildung nebenbei auch eine Gesellenprüfung im Malerhandwerk ab.
Als freier Künstler nahm er 1924 eine existenzsichernde Zusatztätigkeit an der privaten Kunstgewerbeschule (u. a. für „Stickerei“) von Martha Langer-Schlaffke als Zeichenlehrer an. Im Jahre 1930 erhielt er noch eine Lehrberechtigung an der Breslauer Akademie für die Ausbildung von Referendaren für den Kunst-, Mal- und Zeichenunterricht. Als dann am 1. April 1932 im Zuge der damaligen Notverordnungen die Akademie die Lehrtätigkeit einstellen musste und 1934 alle privaten Kunstschulen von den Nazis geschlossen wurden, gab es für Heyduck nur noch die Möglichkeit, als freier Künstler den Lebensunterhalt zu verdienen. Das war eine sehr schwierige Zeit, denn seine persönliche Einstellung und Kunst passten nicht zur Naziideologie.
Mit Kriegsbeginn 1939 wurde er erneut Soldat und war unter anderem in Norwegen und an der Ostfront eingesetzt. Nach schwerer Erkrankung infolge erlittener Strapazen folgte 1943 die Ausmusterung. Zurück in Breslau versuchte er, die künstlerische Arbeit im Atelier fortzusetzen. Als dann 1945 die Front heranrückte und die Stadt kurz vor der Einkesselung stand, gelangen ihm und der Familie noch knapp die Flucht nach Westen. In den Kämpfen um Breslau ging auch das Atelier mit allen darin enthaltenen Werken unter. Als Flüchtling kam er über Zwischenstationen in Niederbayern nach Kassel. Hier erhielt er 1946 eine Berufung in ein Lehramt an die Schule für staatliches Handwerk und Kunst (später Werkkunstschule, heute Kunsthochschule Kassel).
Heyduck war mit Katharina Mutschke seit 1923 glücklich verheiratet und hatte drei Söhne: Peter (* 1924), Michael (* 1926) und Christof (* 1927). Getroffen vom Tod der Ehefrau 1960 verstarb er plötzlich im Jahre 1962 in Kassel.

## Künstlerische Entwicklung
Als Heyduck das Studium begann, war die Breslauer Akademie unter der Leitung des Hochschullehrers und Künstlers Hans Poelzig nach dem Bauhaus die fortschrittlichste Architektur- und Kunstschule im Deutschen Reich und prägte die Künstlerszene in der Stadt maßgeblich.
Heyduck schöpfte aus den vielfältigen Eindrücken der damaligen Umgebung zahlreiche Anregungen und Impulse.
Heute rechnet man ihn als Künstler zur Verschollenen Generation. Sein besonderes Talent trat bereits in der Studienzeit hervor, wie eine Teilnahme an der Ausstellung für Arbeit und Kultur in Oberschlesien in Breslau im Jahre 1919 belegt.
Mit Ende des Studiums hatte er einen eigenen Weg in der damaligen nachexpressionistischen Kunstströmung der Neuen Sachlichkeit gefunden und entwickelte seinen Malstil bei realistischer Wiedergabe der Wirklichkeit weiter. Auch wenn er mögliche künstlerische Freiheiten nutzte und experimentierte, so lösten sich die Formen in seinen Werken niemals völlig auf. Die Bildkompositionen waren stets lebensecht und Farben und Linien schafften zusätzliche Spannungen.
Künstlerische Vorbilder und Kontaktpartner waren neben anderen Oskar Moll, Otto Müller, Oskar Schlemmer und Alexander Kanoldt.
Die Machtübernahme der Nazis 1933 war dann ein weiterer Einschnitt.
Obwohl er nicht mit Mal- und Ausstellungsverboten belegt wurde und als Künstler dem Regime widerstand, so blieb sein Stil für die Nazis trotzdem ein Ärgernis. Nur der Verkauf der Werke in Privathand sicherte eine minimale Existenz.
Über diese schwierige Zeit halfen ihm die Fähigkeiten zur figürlichen Darstellung und als Porträtmaler hinweg.
Unter den Eindrücken der politischen Situation in Deutschland und seinen nochmaligen Erlebnissen als Soldat kam es zu einer begrenzten künstlerischen Neuorientierung. Die sonst verwendeten hellen, kräftigen Farben wurden durch stumpfere Farbtöne ersetzt und die Figuren seiner Bilder zeigten jetzt deutlich strengere Züge.
Nach dem Krieg in Kassel malte er wieder optimistischer. Zahlreiche Motive fand er in der Natur, er beteiligte sich an Ausstellungen und suchte neue Eindrücke auf Studienreisen (1954: Italienreise; 1961: Insel Elba). Licht und Farbe traten jetzt wieder deutlicher hervor. In dieser Zeit gab es aber auch eine Phase, in der eine gewisse Traurigkeit aus den Bildern sprach. Dennoch blieb sichtbar, dass Zuversicht, Mut und Kraft ihn niemals verließen. Die damals für kirchliche Räume geschaffenen Kreuzwegstationen und Altarbilder belegen dies deutlich.

## Werke
Heyducks umfangreiches künstlerisches Werk bis 1945 ist heute in einigen Teilen nicht mehr bekannt und auch nur noch bruchstückhaft vorhanden. Vieles ging durch den Zweiten Weltkrieg und durch die weite Streuung der Bilder in Privathände verloren, so leider auch zahlreiche Ölskizzen im Kleinformat, die Eindrücke aus der Zeit von 1939 bis 1942 zeigen und deren späterer Verkauf einmal die Altersversorgung der Ehefrau sichern sollte.
Ein teilweiser Einblick in das damalige Schaffen ist heute nur möglich, weil ein Breslauer Freund und begeisterter Fotograf, Alfred Gase, 1944 die Werke im Atelier fotografierte. Nach dem Krieg schenkte er den geretteten Diapositiv-Farbfilm mit 30 Aufnahmen Heyduck zurück.
Neben der Darstellung von Industrieanlagen (Beispiel 1919: Kokerei Rybnik), Stillleben, Naturlandschaften und urbanen Impressionen ist sein künstlerisches Gesamtwerk besonders durch die realistische Wiedergabe von menschlichen Figuren in lebensechten Situationen geprägt. Als Porträtmaler setzte er mit seinen Darstellungen Maßstäbe (Beispiele: 1926: Porträt des Dichters Max Herrmann-Neiße, weiter einige Selbstporträts). Aber auch großformatige Wandbilder, Fresken, Sgraffiti und Glasfenster, besonders für öffentliche Räume in Schlesien bestimmt, wurden von ihm Anfang der 1930er Jahre geschaffen (Beispiele: Friedrich-Ebert-Oberschule Oppeln: Industrie; Deckenbild im Gebäude vom Breslauer Flughafen; Glasfenster in Ottmachau; Sgraffiti an einem Ehrenmal in Liegnitz). Heyducks Bilder waren in den Museen von Gleiwitz, Beuthen, Breslau, Liegnitz und der Nationalgalerie Berlin zu finden. Nach dem Zweiten Weltkrieg bekam er Aufträge für die Innengestaltung von Kirchen (1951: Kreuzweg für die Rosenkranzkirche Kassel St. Maria – heute in einer Kirche in Riva Ligure/Italien; 1952 bis 1954: Kreuzweg und Altarbilder für die Kirche Immenhausen). Auch für öffentliche Gebäude in Hagen/Westfalen übernahm er in dieser Zeit Wandgestaltungen.

## Ausstellungen (Auswahl)
Vor 1943:
Heyduck beteiligte sich an den regelmäßig bis 1943 teilweise mehrmals jährlich in Breslau stattfindenden Ausstellungen des Künstlerbundes Schlesien.
Auch an Ausstellungen des Bundes für Bildende Kunst Oberschlesiens nahm er in Gleiwitz und in Königsberg (1924) teil. Dieser Bund war die Künstlervereinigung in der Provinz Oberschlesien. Darüber hinaus waren Werke von ihm auf Ausstellungen in Berlin, Wien, Baden-Baden und Hannover zu sehen. Weiter fanden Heyducks Bilder auf den Breslauer Ausstellungen der Schlesischen juryfreien Arbeitsgemeinschaft Beachtung und öffentliche Aufmerksamkeit. Als der schon damals bekannte Kunsthistoriker Franz Landsberger 1929 in Breslau die Ausstellung Junges Schlesien veranstaltete, nahm auch Heyduck teil und fand viel Beachtung.
Nach 1945:
- 1950: Gemeinschaftsausstellung im Kasseler Kunstverein mit Werken von G. P. Heyduck, M. Kneisl, H. Weidemann-Wilton
- 1963: Gedächtnisausstellung Georg Paul Heyduck vom Kasseler Kunstverein und der Werkkunstschule Kassel; Einzelausstellung in der Galerie Buch + Kunst, Lometsch in Kassel
- 1978: Ausstellung anlässlich des 80. Geburtstages von Georg Paul Heyduck in der Ostdeutschen Galerie Regensburg durch die Künstlergilde Esslingen
- 1990: 200 Jahre Kunstschulen in Breslau im Landesmuseum Wiesbaden
- 1998: Ausstellung zum 100. Geburtstag Georg Paul Heyduck im Rahmen der 48. Wangener Gespräche
- 1999: Georg Paul Heyduck. Muzeum Sztuki Medalierskiej, Wrocław, (deutsch: Medaillen-Museum, Wrocław).[21]
- 1999: Georg Paul Heyduck. Muzeum Miejskie, Zabrze, (deutsch: Stadtmuseum Zabrze).[21]
- 2000: Georg Paul Heyduck. Muzeum w Rybniku, (deutsch: Museum in Rybnik).[22]
- 2000: Georg Paul Heyduck. Oberschlesischen Landesmuseum, Ratingen-Hösel[21]
- 2008: Ausstellung Galerie Merkelbach: Eine Malerfamilie im 20. Jahrhundert – Die Heyducks, Vater und Söhne. Düsseldorf.
- 2011: Gleichklänge: Zwei schlesische Maler im 20. Jahrhundert – Georg Paul Heyduck 1898 bis 1962, Christof Heyduck. Marktheidenfeld, 33 Bilder.
- 2011: Ausstellung: Zaginione Atelier: Wystawa zdjęć zaginionych obrazów Georga Paula Heyducka. Muzeum Miejskie Wrocławia, Palac Królewski; deutsch: Das verlorene Atelier, Ausstellung zu den verlorenen Bildern von Georg Paul Heyduck. Stadtmuseum Wrocław, Königspalast.
- 2012: Georg Paul Heyduck – Das Atelier in Breslau 1944. Ausstellung von fotografischen Reproduktionen der verlorenen Bilder, ergänzt durch Originale aus dem Schaffen nach 1945, Brüder Grimm-Haus.